# Хаджи-Осман
Хаджи-Осман — небольшое село в районе Маньяс ила Балыкесира. Родина и место смерти последнего носителя убыхского языка Тевфика Эсенча.

## История
Многие убыхи оказавшиеся в Османской империи в 1864 году поселились в сёлах Хаджиякуп, Ишиклар, Дегирменбогазы, Дарыджа и Хаджи-Осман выстроенные вдоль долины реки Коджачай.

## Население
- 1985 - 173.
- 1990 - 164.
- 2000 - 134.
- 2013 - 491.
- 2014 - 492.
- 2015 - 478.
- 2016 - 489.
- 2017 - 496.
- 2018 - 492.
- 2019 - 490.
- 2020 - 486.
- 2021 - 484.
- 2022 - 482.